# Juzhnye, skaly (kulle i Antarktis, lat -70,50, long 9,00)
Juzhnye, skaly är en kulle i Antarktis. Den ligger i Östantarktis. Norge gör anspråk på området. Toppen på Juzhnye, skaly är 60 meter över havet.
Terrängen runt Juzhnye, skaly är huvudsakligen platt. Trakten är obefolkad. Det finns inga samhällen i närheten.